# Tenten
 Der er for få eller ingen kildehenvisninger i denne artikel, hvilket er et problem. Du kan hjælpe ved at angive troværdige kilder til de påstande, som fremføres i artiklen.

Tenten (テンテン, Tenten) er en figur fra manga- og animeserien Naruto. Hun er det eneste kvindelige medlem af Team Gai. Hun agter at bevise, at kvindelige ninjaer er på niveau med de mandlige ninjaer.
Tenten er specialist inden for alle former for våben, herunder: shurikens, morgenstjerner, kunais og mange flere, som hun kan "fremtrylle" fra en stor skriftrulle hun bærer på ryggen. Hun kan med alle disse våben, både på afstand og klos hold, ramme helt præcist, hvilket hun hjælper Neji Hyuga med, for at træne hans forsvarsevner.
Af alle figurer i Naruto får Tenten mindst skærmtid, fx da man til Chunin eksamen næsten ikke ser hendes kamp.